# O’Brien & Sons
O’Brien & Sons war ein US-amerikanischer Hersteller von Fahrzeugen.

## Unternehmensgeschichte
Das Unternehmen wurde vor 1900 in San Francisco in Kalifornien gegründet. Hauptsächlich stellte es Kutschen her. 1900 entstanden mindestens fünf Automobile. Der Markenname lautete O’Brien, evtl. mit dem Zusatz Electric.
Es ist nicht bekannt, wann das Unternehmen aufgelöst wurde.

## Kraftfahrzeuge
Im Angebot standen Elektroautos. William H. Hanscom hatte den Antrieb und die Batterien entworfen. Als Aufbauten sind zwei Stanhopes, zwei Dos-à-dos und ein Road Wagon überliefert. Eine Automobilzeitschrift lobte die Fahrzeuge in einem Bericht von August 1900.